# J·E·其士利·海福德

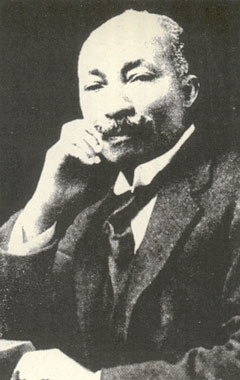
J·E·其士利·海福德

J·E·其士利·海福德 (1866年9月29日 - 1930年8月11日）是一位黃金海岸记者、编辑、作家、律师、教育家和政治人物，他支持泛非主义。他的父亲是循道宗牧師。 他還當過黄金海岸議會議員議員並获得大英帝國勳章，並參與组建英属西非国民大会。 